# Ernesto Crespo

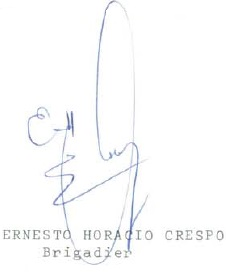
Handtekening

Ernesto Horacio Crespo (Mendoza, 8 december 1929 – Buenos Aires, 6 maart 2019) was een Argentijns brigadegeneraal en chef-staf van de Argentijnse luchtmacht, de FAA. 
In 1982 was hij commandant van de Fuerza Aérea Sur (zuidelijke luchtmacht) tijdens de Falklandoorlog, die ook het gezag had over de luchteenheden van de Argentijnse marine. Hij was hoofd van de IV Luchtmobiele Brigade in El Plumerillo. 
In de slotfase van de Falklandoorlog zat de brigadegeneraal, samen met andere officieren, een reeks vergaderingen voor met ongeveer 50 FAA-officieren. De groep stelde een plan op voor de luchtmacht voor het komende decennium. De ontwikkeling van een aantal projecten werd overwogen. Onder andere de ingebruikneming van het trainingsvliegtuig FMA IA-63 Pampa, van de stealth-jager FMA SAIA 90, en de ontwikkeling van een ballistische raket voor middellange afstand gebaseerd op het Condor-programma om de Falklands aan te vallen.

## Na de Falklandoorlog
Ernesto Crespo was de tweede chef van de Argentijnse luchtmacht sinds de terugkeer van de democratie in Argentinië op 10 december 1983.
Op 5 maart 1985 werd Crespo, die de rang van brigadegeneraal had, benoemd tot chef van de generale staf van de luchtmacht, en werd onmiddellijk gepromoveerd tot brigadegeneraal. De voormalige chef van de luchtmacht, brigadegeneraal Teodoro Guillermo Waldner, werd op 8 maart 1985 benoemd tot chef van de gezamenlijke chefs van de strijdkrachten.
Terwijl brigadegeneraal Crespo de leiding had over de Argentijnse luchtmacht vond de carapintadas-opstand plaats, ontketend door een factie van het Argentijnse leger. Crespo verzekerde de toenmalige president Raúl Ricardo Alfonsín dat de Argentijnse luchtmacht zou optreden ter verdediging van de democratie als de opstand voortschreed.
Crespo was een groot verdediger van de continuïteit van het Condor-programma dat eind jaren zeventig was begonnen. Hij maakte deel uit van een sector van de FAA die op zoek was naar de ontwikkeling van een ballistische raket, die een strategisch wapen op hoog niveau zou vormen.
President Carlos Saúl Menem loste Crespo af op 11 juli 1989. Het Condor II-raketproject verloor daarmee een van zijn grootste verdedigers, uiteindelijk besloot Menem om het project stop te zetten.
In 1991, toen het Cóndor II-programma werd ontmanteld, verklaarde Crespo dat Argentinië een "bananenland" aan het worden was. Menem gaf brigadegeneraal Juliá opdracht de voormalige militaire chef te arresteren. Ten slotte vroeg Crespo om ontslag van de luchtmacht.
Crespo overleed op 6 maart 2019 op 89-jarige leeftijd.